# 翰章乡
翰章乡，是中华人民共和国吉林省延边朝鲜族自治州敦化市下辖的一个乡镇级行政单位。

## 行政区划
翰章乡下辖以下地区：
四人班村、翰章村、永富村、孤山子村、长河村、海兴村、大兴村、新乡村、香水村、民生村、福生村、宝山村、朝阳川村、河山村、富裕村、友好村、小石河村和丰成村。